# 工藤まなみ
永野 つかさ（ながの つかさ、1994年5月16日 - ）は、日本のAV女優、タレント。バンビプロモーション所属。

## 略歴
18歳まで福岡で過ごし、芸能活動を夢見て上京。2年間養成所に通ったが限界を感じアパレル系に転職。
2017年7月、SODクリエイトの「本物人妻」レーベル専属女優としてAVデビュー。
2018年4月からマドンナ専属となり、同年8月より専属を離れ企画単体女優となる。
2019年9月19日、「永野 つかさ（ながの つかさ）」で新たに開設したツイッターで、改名とバンビプロモーションへの移籍を報告。
18歳のころから両親にパチンコ屋に連れてってもらったことをきっかけにパチンコを趣味とし、AVデビュー後の2021年ごろからパチンコ・パチスロ演者としても活動を開始。
2024年7月1日、AV女優引退を発表。7月末をもってバンビプロモーションも退所する。引退後は引き続きパチンコ・パチスロ演者としての活動を行う予定。
12月14日、ボディコーポレーションに所属するとともに、「響つかさ」に改名。

## 人物
デビュー時の設定は「静岡県出身。准看護師をしていた25歳の時にお見合い結婚し専業主婦となったが、誰にも相談せず自ら決断しAV女優となる。AVに出演していることは旦那には知らせていない。旦那とはセックスレス」というものであったが、パチンコ、スロット系の仕事が増えるにあたり、2024年はじめにプロフィールが設定であったことをカミングアウトしている。
幼稚園の頃からオナニーを始め、初体験は17歳の時に21歳の彼氏と。
家の中では全裸で過ごし、毎日オナニーを欠かさない生活を送っている。

## 出演作品

### アダルトDVD

#### 「工藤まなみ」名義
- 週7回毎日オナニーでパンツを濡らす欲求不満妻 工藤まなみ 29歳 AV DEBUT（7月20日、SODクリエイト）
- 週7回毎日オナニーでパンツを濡らす欲求不満妻 工藤まなみ 29歳 第2章 避妊具を自ら剥ぎ取り旦那以外と初めての中出しSEX（8月24日、SODクリエイト）
- 週7回毎日オナニーでパンツを濡らす欲求不満妻 工藤まなみ 29歳 第3章 旦那が出張中に見知らぬ男を自宅に招き8P中出しSEX（9月21日、SODクリエイト）
- 週7回毎日オナニーでパンツを濡らす欲求不満妻 工藤まなみ 29歳 第4章 ガチ素人童貞たちの夢を叶えるドキドキ筆おろし中出しSEX（10月19日、SODクリエイト）
- 週7回毎日オナニーでパンツを濡らす欲求不満妻 工藤まなみ 29歳 最終章 朝から晩まで4本のち○ぽにたっぷり精子注入される1泊2日生中出し不倫温泉旅行（11月16日、SODクリエイト）
- 本物人妻9名の未公開プレミアムセックス+本物人妻11名のベストセックス 総集編 2枚組8時間（12月7日、SODクリエイト）
- SODロマンス×本物人妻レーベル 陵辱教室 〜人妻女教師は深夜の教室で生中出しされ牝になる〜（12月21日、SODクリエイト）

- 工藤まなみ 29歳 「たくさんの男性に視姦されオカズにされ、全身真っ白に汚されたいんです…」 妊娠するまで終わらない全身受精ぶっかけ! 顔射44発!中出しま○こぶっかけ26発!計70発の素人汁でぶっかけ中出し中毒へと堕ちる美人妻 ※素人男性74名参加（1月25日、SODクリエイト）
- 性欲処理専門 セックス外来医院 真正中出し科 微笑み美人な人妻看護師密着スペシャル（2月8日、SODクリエイト）
- 電撃移籍!! マドンナ初登場!! 妻が淫らに輝くとき…。（4月7日、マドンナ）
- 後ろから私をメチャクチャにして…。 〜人妻の犯され願望を満たすバック性交〜（4月25日、マドンナ）
- 夫は知らない 〜私の淫らな欲望と秘密〜（5月25日、マドンナ）
- 肛門をベチョベチョに舐めまくる恥辱のアニリングス性交（6月25日、マドンナ）
- 転職先の女上司に勤務中ずっと弄ばれ続けている新人の僕（7月25日、マドンナ）
- 工藤まなみ 緊縛解禁!! 緊縛オイルマッサージに堕ちた人妻（8月25日、マドンナ）
- 満たされない人妻（9月28日、S級素人）※「まなみ」名義
- ドスケベ母を満足させるイッた直後の敏感オマ○コを再び激突き! 速攻!追い討ちピストンSEX（10月1日、VENUS）
- 最高の愛人と、昼顔レズビアン性交。 まなみ(29)とゆり(28)編（10月7日、ビビアン）
- ホストとの陵辱絶頂性交に溺れて… 〜夫の目の前で涙と潮を垂れ流しながら全身を震わせイキまくる美人妻〜（10月12日、KANBi）
- 美人女教師 羽交い締め孕ませ輪姦レ×プ（10月19日、エムズビデオグループ）
- 友人の母親（11月1日、ヴィーナス）
- 悪ガキ義弟達に気を許し、オイルマッサージで感じてしまい不覚にも中出しセックスまでされるパイパン兄嫁（11月22日、ヒビノ）
- ハードビザール緊縛レズビアン 全てを晒しなさい!最高の快楽を与えてあげる!（11月25日、えむっ娘ラボ）
- 熟シャッ!! 熟女を溺愛するカタチ（11月30日、ワープエンタテインメント）
- 夫の留守に強姦されたが犯されながらも快楽に目覚めてしまう若妻の肉体、全ては義父の罠で肉奴隷に仕込まれてしまう（12月20日、ヒビノ）
- 人妻限定! 個室相席ラウンジで盛り上がったエロママ2人組とラブホで2次会! ノリノリでハグチューしてたらまたまた一気に泥酔乱交パーティーしちゃいました!! Vol.2（12月25日、ナンパJAPAN）

- アナルひくひく汗汁ぐっちょり!男に股がり腰振り乱す下品な痴女の肉尻性交（1月1日、Fitch）
- スリップの人妻（1月1日、プラネットプラス）
- 兄嫁（1月11日、なでしこ）
- 禁断介護（2月7日、グローリークエスト）
- あなた、許して…。 女としての欲望（2月7日、アタッカーズ）
- 狙われた新妻の美尻 媚薬マッサージで欲望に火が付いた嫁の躰を息子に内緒で頂く義父（3月21日、ヒビノ）
- 舞ワイフ 〜セレブ倶楽部〜 120（3月21日、AROUND）※「木南麻衣」名義
- 娘の家庭教師の女を媚薬付きチ○コイラマで発情させて奴隷化!レズ口移し媚薬で娘も発情! 近親&レズ3PでW中出しセックス 2（4月19日、DOC）
- ファーストクラス 絶品妻ナンパ 連続イカセFUCK 生中出し 8（6月10日、ホットエンターテイメント）※「みな」名義
- 街角シロウトナンパ! vol.53 あなたよりエロい友達(ヤリマン)を紹介して下さい! 3（6月14日、プレステージ）※「あい」名義
- ラッキーな胸チラを発見し、気づかれないように見てたけど、やっぱりバレてた?! 11 〜人妻の日常編〜（6月28日（レンタル）/7月5日（セル）、LEO）
- 僕のお見舞いに来てくれた巨乳の叔母さんが欲求不満だったのかド淫乱化!手コキ・フェラ・乳首舐め・パイズリで焦らしに焦らされフル勃起!結局中出しのフルコースで元気付けてくれた!!（7月4日、グローリークエスト）
- 妻からのビデオレター 〜私が企てるNTRトラップ〜（7月7日、桃太郎映像出版）
- 僕のねとられ話しを聞いて欲しい 十年ぶりに出所して来た無口で寡黙な叔父のいぶし銀の巨根にじゅんわり濡らして寝盗られた妻（7月7日、JET映像）
- SEX モンスターおうえる GO 都心に勤務するおしゃれなOL達の性の実情に迫る!! キャラも性癖も様々なOLを激撮!君に決めた!!（7月10日、ホットエンターテイメント）※「まりな」名義
- 「おばさんが何回でも勃たせてあげる!!」 素人熟女妻たちによる童貞筆下ろし 10 ALL2連続生中出し 4組完全収録!（7月19日、クリスタル映像）
- セクシー仮面舐めまくり（8月9日、GIGA）
- 卒業式間近の男子校生応援企画! 「憧れの先生と禁断の関係になりたい!!」 授業中こっそり似顔絵を描くしかできなかった地味な童貞生徒が大好きな担任と二人きりでHな保健体育補習。 先生の大きなおっぱいを揉んで、唾液ベロチュー、学校に内緒で生中筆おろしスペシャル! 2（8月9日、赤面女子）
- 120%リアルガチ軟派伝説 vol.75 in 新潟（8月16日、プレステージ）
- 夫婦の寝室に同部屋宿泊!!夫の存在を感じながら、絶倫上司に何度も寝取られ中出し絶頂（8月23日、クリスタル映像）
- 憧れの女上司と2人きり… 3（8月30日（レンタル）/9月6日（セル）、LEO）
- デカ尻どスケベ淫乱熟女!!（9月19日、MARRION）
- ヒロイン苗床化 美少女戦士セーラー・ベル（9月27日、GIGA）
- コラボ企画 一般男女モニタリングAV×マジックミラー便 “フライト帰りのCAはチ○ポが欲しくてたまらない”という噂は本当か!? 大手航空会社勤務のキャビンアテンダントが黒パンスト美脚でフル勃起したデカチ○ポに自らまたがり腰振りガ二股騎乗位で連続中出し!（11月7日、ディープス）
- 【G1】巨大ヒロイン（R） ネクストレディー ニセネクストレディー編（11月8日、GIGA）
- 友人の彼女のいやらしいTバックハミ尻に興奮!両手両足を拘束し固定極太バイブでエロ尻イキ潮連続噴射!（11月15日、DOC）

#### 「永野つかさ」名義
- 勃起したままの男を一切動かさないS字尻振り騎乗位エステで骨抜きにする美尻エステティシャン VOL.2（12月12日、DANDY）
- 「先っぽ3cmだけなら…」のつもりが想定外の青年デカち○ぽに我慢できず自ら奥まで挿入してしまった隣人のピタパン尻おばさんに止まらないデカ尻肉感騎乗位で何度も精子を絞り取られた!（12月21日、LUNATICS）

- 夫が喫煙している5分間で3発以上義父に中出しされて子供ができるほど毎日10発以上孕ませられている清廉妻 Vol.2（1月3日、DOC）
- 早漏M男鍛練 M快楽強制トレーニング（1月13日、M男パラダイス）
- 奇跡の共演 超豪華ハーレム大乱交 本物人妻同窓会 夢の贅沢すぎる180分 〜神回〜（1月23日、SODクリエイト）
- 友人の結婚式後に女友達と宅飲みしてたらW痴女に豹変し朝まで犯され続けた（1月23日、AKNR）
- 寝取らせ検証『綺麗な裸を残しておきたい』メモリアルヌード撮影で共演した夫よりも若いモデルの他人棒を見て愛液を垂らした妻はその後、SEXしてしまうのか? VOL.9（1月23日、コスモス映像）※「あかね」名義
- M男がみんな夢中になる保健室のアナル責め先生（2月25日、MEGAMI）
- えっ? マジ! 発情した女が突然の乱入!? 2人の女にチ○ポを舐めたおされた俺（3月12日、AKNR）※オムニバス作品
- 紅蓮快楽兵器拷問 CRIMSON SNIPER Episode-1:妖艶なる淫殺者ミッシェルの蜜肉炎上 永野つかさ（3月25日、Baby Entertainment）
- 不妊治療に訪れた個人診療所で妻が変態治療を施され中出しをせがむ淫乱女になってしまいました…。（4月19日、アクアモール/エマニエル）
- スパンキングFUCK 集団ぶっ叩き人妻崩壊（4月19日、ドグマ）
- 綺麗なアニオタお姉さんとセックスをしたら淫語連発でアヘ顔晒してイキまくり!永野つかさ 25歳（5月8日、AKNR）
- 淫口セレブ妻がザーメン汁を喰い尽くす! 永野つかさ（5月14日、センタービレッジ/桃色吐息）
- 羞恥に溺れた弟の嫁 ドMの変態ペットに調教された人妻 永野つかさ（5月29日、人妻花園劇場）
- 平日の暇な時間帯のメンズエステでW施術を薦められてお願いしたら欲求不満な奥さまセラピストに連続射精させられた（6月11日、DANDY）
- 女王様のリング 2 ～欲望の地下女子プロレズ～ 永野つかさ 鈴木さとみ 川越ゆい（6月11日、ROCKET）
- HYPER FETISH ハイレグいやらしクィーン 永野つかさ（6月25日、デジタルアーク）
- 姉の卑猥な口と欲深い喉は、俺専用のくちマ●コ 永野つかさ（7月31日、光夜蝶）
- 性豪の義父に寝ても覚めても犯される私の日常 永野つかさ（7月31日、NON）
- どエロい夢を見ていた娘は、寝言で淫語を連発。心配なので起こしてみると寝ぼけたまま、俺を襲ってきた。可愛らしい娘からは想像できないほど、俺のチ●ポを弄び、夢見心地のまま精魂尽き果てた俺（7月31日、NON）※オムニバス作品
- お色気P●A会長 & 悩殺女教師と悪ガキ生徒会 通野未帆 永野つかさ（8月6日、グローリークエスト）
- 女幹部ヒーロー陥落 悪の女幹部フェノミーナ 永野つかさ（8月14日、GIGA）
- ジョギングから帰ってきて汗ばむ彼女 そのエロさに興奮した彼氏と汗まみれ濡れまくりSEX（8月14日、ヒメゴト）※オムニバス作品
- 同僚の妻はこれから3日間、俺専用肉便器 永野つかさ（9月4日、光夜蝶）
- 童貞とヤリマンギャルが入れ替わり 永野つかさ（9月10日、ROCKET）
- 逃亡者と私 永野つかさ（10月1日、プラネットプラス/七狗留）
- 無防備なノーブラ姿で挑発する女 その挑発に負け興奮を隠せない男 じゃれ合っていただけなのに、つい本気になってしまった幼馴染SEX（10月9日、ヒメゴト）※オムニバス作品
- セクシーヒロイン シャドウスレイヤー 永野つかさ（12月11日、GIGA）

- 女をトロットロにさせる焦らし・耳舐め・全身愛撫レズビアン 深田えいみ 大槻ひびき 永野つかさ 神納花（2月7日、ビビアン）
- ワキ汗とザーメン 永野つかさ（2月11日、RADIX）
- 淫語で犯す自画撮り着衣痴女 永野つかさ 若宮はずき（2月13日、ミル）
- THEドキュメント 本能丸出しでする絶頂SEX ビクつくムチムチ極上BODYが連続絶頂アクメで狂いまくる 永野つかさ（3月1日、美人魔女/エマニエル）
- 潜入!! 噂のリンパマッサージ店 6「裏オプション、いかがなさいますか?」（3月5日、LEO）※オムニバス作品
- セフレちゃん つかさ くそエロいセフレとヤリ捨て温泉旅行（3月7日、ティーチャー）
- 親戚のおばさんに筆おろしされた僕。リターンズ 11（4月9日、LEO）※オムニバス作品
- 淫語で犯す自画撮り着衣痴女 永野つかさ 美波沙耶（4月13日、ミル）
- お姉さんヒロイン屈服 敗北のトラウマ 美聖女戦士セーラーエイル 永野つかさ（4月23日、GIGA）
- 神熱AV女優を1日貸切ひたすら本能の中出し交尾。 ACT.08 永野つかさ（6月4日、プレステージ）
- スーパーヒロイン絶体絶命!! Vol.82 美少女戦士セーラーアリエル 妃月るい 葉月桃 永野つかさ（6月11日、GIGA）
- 【神回ハメログ】破天荒娘! 永野つかさちゃんにお酒を飲ませたらヤリマンオーラが全開だったのでそのままハメ撮りしちゃいました!（6月19日、チキチキカマー）
- 産婦人科痴漢!! 13 何も知らない若妻に治療と称して中出しまでっ!!（7月9日、LEO）※オムニバス作品
- 全裸オイルキャットレズファイト 5 永野つかさ 涼花くるみ（7月22日、ROCKET）
- ムチムチドスケベキャバ嬢 トロけそうな肉感ボディでおじさんチ●ポを癒す 永野つかさ（7月24日、Shark）
- レズ密着 ネコとタチ 愛欲のしたたり 12人（8月1日、FAプロ）※オムニバス作品
- 入院生活が長過ぎておばさん看護師の透けパン尻でも余裕で勃起してしまう僕 3（8月6日、LEO）※オムニバス作品
- ヒロイン完敗 土下座セックス 美少女戦士セーラートリニティア 永野つかさ（8月13日、LEO）※オムニバス作品
- デカ尻彼女に何時でも何処でも僕はアナルを犯され続けたい。 永野つかさ（8月19日、MEGAMI）
- 痛いと気持ちいいで脳汁ダラダラ!! 噛みつき快感手コキ 2（9月7日、M男パラダイス）※オムニバス作品
- M男界隈で噂のアナル責め好き痴女のいるヤミツキ極楽ピンサロ 永野つかさ（9月21日、M男パラダイス）
- 近親レズ相姦 ～ハレンチ従姉とメガネ地味娘～ 柏木あみ 永野つかさ（10月5日、U&K）
- 唾液・マン汁混ぜエロクサ汁絡み付く バキバキ勃起ディルドガン突きオナニー（10月5日、ゑびすさん）
- Wブーツ痴女に蒸れた足と淫語でシゴかれる僕（10月5日、ゑびすさん）※オムニバス作品
- 五感で愉しむ美女の大量唾液 永野つかさ（10月7日、RADIX）
- リンパマッサージでガマンできずに綺麗なおねえさんのカラダを強引に弄りまくってたら感じてるようだったのでダメ元でお願いしたらヤラせてくれたッ!! 3（10月8日、LEO）※オムニバス作品
- 【神ギャル殿堂入り】やっぱりギャルが最強説! vol.4（10月19日、チキチキカマー）※オムニバス作品
- アソコに直穿きスポウェア女子 性的エクササイズでマ●コはもう仕上がってます!!（10月23日、オイスター海運）
- 人妻のふともも 気持ちよすぎる腿こき（11月2日、アロマ企画）※オムニバス作品
- 乳首舐めドキュメントレズ（11月2日、ゑびすさん）※オムニバス作品
- パンスト越しの足・股間・アナル蒸れ嗅ぎ舐めレズ（11月2日、ゑびすさん）※オムニバス作品
- 酔いつぶれた人妻 4  旦那の留守中に泥酔… 奥さんって飲むとイキまくるんですね。（11月5日、LEO）※オムニバス作品
- 家政婦はおしゃぶり魔女 ベロが性感帯のジュポフェラ中毒女 永野つかさ（11月16日、ドグマ）
- センズリ用 シコシコしながらじっくり見れるTバックパンチラと生アナル（11月23日、アロマ企画）※オムニバス作品
- 口臭・唾液臭・ベロ臭を嗅がせ合う鼻舐めレズ（12月7日、ゑびすさん）※オムニバス作品
- デカくて熟れたケツの奥さんのドスケベ交尾 永野つかさ（12月9日、センタービレッジ/桃色吐息）
- ラッキーな胸チラを発見し、気づかれないように見てたけど、やっぱりバレてた?! 18 ～ヨガインストラクター編～（12月10日、LEO）※オムニバス作品
- 目隠しベロチュー×乳首弄り×2回イクまで許してくれない手こき（12月14日、アロマ企画）※オムニバス作品
- 不妊に悩む人妻マ○コへ「どうせ妊娠しないから」と無許可でナマ中出しする悪徳変態医師（12月21日、アクアモール/エマニエル）※オムニバス作品
- コ○ナ禍で!? 初対面の粘膜接触レズキス（12月21日、ゑびすさん）※オムニバス作品
- 人妻元スーパーヒロインM調教 マーシャルピンク編 永野つかさ（12月24日、GIGA）

- バイノーラルでイク 耳元で囁かれながら受けるジラし淫語フェザータッチ性感愛撫（1月11日、アロマ企画）※オムニバス作品
- 至近距離でパンチラ拝みながらチ○ポしごかれてフル勃起! しかもパンティお触りOKで暴発必至!!（1月18日、アロマ企画）※オムニバス作品
- 【酔いパコ殿堂入り】やっぱり泥●娘が最強説! vol.1（1月18日、チキチキカマー）※オムニバス作品
- 挑発レズキス見せつけ染み付きパンティ手コキ（2月1日、ゑびすさん）※オムニバス作品
- No.1メンズエステ嬢の彼女のデカ尻姉が凄テクマッサージでフル勃起した暴発寸前ち○ぽにま○こを押し当て布越し2cm挿入で誘惑してきた…! 永野つかさ（2月1日、LUNATICS）
- 唾液エンドレスのじゅるじゅる乳首舐め×トルネード寸止めオイル手コキ 2（2月8日、アロマ企画）※オムニバス作品
- こんなお尻見せつけられたら後ろから種付けしたくなるのは仕方がない… 2（2月10日、LEO）※オムニバス作品
- 女王蹂躙屈辱地獄 鬼暴虐ver. 武闘派女神を襲う耐え難き辱め! 敵対する輩集団に処刑される残酷 永野つかさ（2月22日、Baby Entertainment）
- 上司に愛おしい若妻を結婚させました。3  永野つかさ（2月22日、ながえSTYLE）
- 暴虐蕩揺放置デビル・シェイカー 腹部強制痙攣×秘唇固定電マ×胸部淫猥吸引=女体制御不能昇天 Part2 全身性感地獄に狂い逝く女たち（3月22日、Baby Entertainment）※オムニバス作品
- 唾液汁責め濃厚バーチャルベロキス（4月5日、ゑびすさん）※オムニバス作品
- 大丈夫、おばさんに任せて!!（4月7日、LEO）※オムニバス作品
- 監禁! 拷問! 調教! 絶叫! 絶頂! 強制絶頂絶叫拷問調教 潜入エリート麻薬捜査官 神秘なる媚肉超敏感女芯淫穴悶絶地獄 永野つかさ（4月12日、AVS collector’s）
- 着衣痴女密室スイートルーム アメイジング（4月19日、ミル）※オムニバス作品
- お姉さんの巨尻が猥褻過ぎて秒殺で悩殺!! 永野つかさ（4月19日、MARRION）
- ハイレグスイートルーム アメイジング Vol.2（5月17日、ミル）※オムニバス作品
- M字開脚でマ○コ見せつけJOI（5月24日、SEX Agent）※オムニバス作品
- 女教師in...（脅迫スイートルーム） 永野つかさ（6月3日、ドリームチケット）
- 回春ペニバンレズエステ ～秘密のエロ施術マル秘女性ホルモン活性コース～（6月7日、U&K）※オムニバス作品
- 共演絶対NG女優キャットファイト（6月9日、ROCKET）
- あなたの嫌うあの人と・・ 夫を助けるために妻は上司に抱かれた 永野つかさ（6月14日、ながえSTYLE）
- 立ちベロチュー逆手手コキ（6月28日、SEX Agent）※オムニバス作品
- 座ったままの男を一切動かさないS字尻振り騎乗位で骨抜きにする美尻キャビンアテンダント（7月7日、DANDY）※オムニバス作品
- 痴女最強の尻コキ女 永野つかさ（7月19日、ドグマ）
- 濃密またがりベロキスした後にタマが空っぽになるまで杭打ちピストンするデカ尻お姉様 永野つかさ（8月9日、バルタン）
- 密室女教師 深夜のチ○ポコ課外授業 永野つかさ（8月11日、センタービレッジ/桃色吐息）
- 尻地獄 Level 2 永野つかさ（9月8日、Mr.michiru）

- 美人OLの匂い立つ黒パンスト脚コキ（11月1日、OFFICE K’S）

### 配信限定
- 今日、会社サボりませんか? 08 in赤坂 つかさ 27歳 広告代理店 【美貌とキャリアを併せ持つハイブリット型港区女子】×【無限ループする痙攣イキ】×【超大量潮吹きバズーカ】×【まるでスッポン！咥えたら離さない最強フェラチオテクニック】※全国のサボリーマンの皆さまに強くお勧めします（1月14日、プレステージプレミアム）
- ラブホドキュメンタリー休憩2時間 51 つかさ 27歳 プリケツ美女上司のお説教SEX!! 欲求不満爆発でプリ尻震わせ雌豹のポーズで社内不倫を誘発!? 会社では見せない女のカオにフル勃起不可避!! 黒いTバック食い込ませて部下チ○コをハードワークさせてしまう!?（3月8日、プレステージプレミアム）
- 【検証AV】 泥酔状態でマジメなドラマ撮ったら逆におもしろい説 （4月6日、AKNR）※オムニバス作品
- 【検証AV】 目隠しでSEXしたら相手が代わってもバレない説 2（6月8日、AKNR）※オムニバス作品
- イベントナンパ みず 友達とスキーに来た地元民の看護師をナンパ! 泥酔した酒乱女の巨大クリトリスを責めまくり連続潮吹きま〇こにこってりザーメンを無許可中出しww（8月22日、黒船）
- ギャルすたグラム♯002 【超神尻ハイパー痙攣ナイアガラハメ潮ギャル】みゆき (23) アパレル店員 【デカヒップパーティー】【中出し&フェラ抜き3連発】【ハイパー痙攣絶頂】【すっんごいドエロ尻神様】【インフィニティーハメ潮】デカヒップパーティーの始まりぜよ!! ガクンガクンと超痙攣からの～ブルルンと揺れるドエロ神尻!! 漏れる漏れる漏れまくる超ナイアガラハメ潮!! 流されちゃうぜよ～! く～このギャルたまらんばい!!!（11月6日、はめちゃん。）
- 勝負下着、見せちゃいます! vol.06 ユウ 26歳 究極の尻を持つハメ潮イキ狂い受付嬢 【このイキっぷりがエグい! 2020】 池袋で釣れた神尻ギャルの自宅に突撃!! ギャルとっておきの勝負下着で悩殺ファック!! 破壊力がMAXのどエロ尻を痙攣させてイキまくる!! 天井知らずの潮吹き絶頂にフル勃起 & ヌキまくり必至!!!【性豪ギャル自宅中出し】（12月16日、DIEGO）

- 【寝取られ即NN速報】 嫉妬されて発情する変態ギャルが男優チ〇ポで何度も絶頂☆妊娠汁を懇願する不貞行為でイキ狂い!! レナ（1月30日、黒船）
- ウラトーーク Talk.09 永野つかさ 30歳 AV女優歴4年 【QUEEN of 尻】【リアル人妻】【即濡れぐちょぐちょギラつきマ●コ】カラダはM、心はSのハイブリット痴女優は旦那とのセックスレスを埋めるためAV参戦。旦那よりスッゴイSEXで欲求不満マ●コは理性崩壊! 中出し懇願!!（2月23日、HHH）

- 朝までハシゴ酒 93 in新橋駅周辺 つかさ 31歳 エステティシャン ず～っとハメ潮絶頂! 噴水ドM人妻! 【超絶美人の酒乱ムチムチ神尻人妻】×【じゅぽじゅぽエロすぎ吸引フェラ&アナル舐め!!】×【飲めば飲むほど噴きまくる爆潮名器!】 夫婦円満の人妻が、泥酔して他人のぶっといチ●コに跨って何度もハメ潮絶頂するほど、実は欲求不満だった件wwww（3月11日、プレステージプレミアム）
- 【えちLv99!!】 神●川県某ビーチでエンカウントしたメンエス嬢（抜きありw）やってるフェロモンダダ漏れサキュバスお姉さんに金玉カラッポになるまで精子搾り取られちゃいましたwww ちぐ（4月4日、まんまんランド）
- 痴女る女と犯ラレル男とそれを傍観する俺ら 永野つかさ（4月13日、ワープエンタテインメント）
- 同僚2人と宅飲みしていたらそのまま襲われた 星あめり 永野つかさ（4月21日、AKNR）
- つかさ (31) 【素人ホイホイワイフ・若妻・巨乳・巨尻・人妻・主婦・生ハメ・中出し】（4月26日、素人ホイホイ）

### アダルトVR

#### 「工藤まなみ」名義
- オフィスの近所の個室居酒屋で職場の巨乳(上司・後輩・同期・部下)に告られて… そのままコソコソ密着接吻性交（2019年1月15日、100%VR）
- ナンパ友達が連れてきたママさん2人組のグチを聞いていたら真昼間からセクロス展開（2019年3月15日、ナンパJAPAN VR）

#### 「永野つかさ」名義
- VRドラマ 久しぶりに会った親戚のデカ尻お姉さんが誘惑してくるドラマの主人公はあなたです! 永野つかさ（4月5日、4K VR）
- 誰もいないオフィスで誘惑してくる黒ストッキングフェチVR（4月30日、TMA）
- 取引先で気になっていた秘書に誘惑されて、いけないと思いつつ押し切られちゃうボク。想像してたよりずーとエロい秘書は、野獣のようなSEXで汗だく、イキまくり、痙攣絶頂の連続! ガマンできずに暴走して中出しまでしちゃいました! 永野つかさ（7月22日、MAX-A）
- お尻ぺんぺん & スパンキング（10月7日、ROOKIE）※オムニバス作品

- むせ返るようなこの性欲を… 限界まで吐き出したい。我を忘れ情熱的にむしゃぶりついた不倫PtoM 永野つかさ（9月11日、KMPVR-彩-）
- DNAに刻まれた変態因子が大暴走 縦横無尽にカラダ中を舐めまわす痴女風俗 永野つかさ（9月25日、KMPVR-bibi-）

- おやすみバブらせママ手コキ（5月6日、CASANOVA）※オムニバス作品
- 唾吐き罵倒センズリ鑑賞痴女（5月13日、CASANOVA）※オムニバス作品
- 足裏顔騎 美女に踏まれたい人おいで（7月8日、KMPVR）※オムニバス作品
- 絡み合う濃厚接吻 ベロチュウVR（7月12日、KMPVR）※オムニバス作品

### 女性向けアダルトビデオ
- AV男優の裏事情! 控室で業界のタブーを破ってまでヤリたくなっちゃった★ 長瀬広臣 永野つかさ（2020年10月1日、ムラっch）

### イメージDVD
「工藤まなみ」名義
- Manami 人妻、危険な情事（2018年2月15日、REbecca）

### オリジナルビデオ

#### 「工藤まなみ」名義
- セクシャルダイナマイトヒロイン 24 アフロダイウーマン（2018年5月25日、ZENピクチャーズ）- 「アフロダイウーマン/星野ミナミ」役
- ヒロインピンチオムニバス 25 銀河超特急オーガス077（2019年9月27日、ZENピクチャーズ） - 「ミレアム」役

## 書籍

### デジタル写真集
「工藤まなみ」名義
- Manami 人妻、危険な情事（2019年4月10日、REbecca）
- デジグラ・デラックス 工藤まなみ 001（2022年1月12日、PAD）
- デジグラ・デラックス 工藤まなみ 002（2022年2月4日、PAD）

「永野つかさ」名義
- 【個人撮影】 Amateur Shooting 永野つかさ（2020年7月24日、hgg）
- 神熱 PHOTO BOOK 永野つかさ（2021年12月24日、プレステージ出版）
- 流れに任せて【グラビア写真集】永野つかさ（2022年5月20日、プレステージ出版、撮影：C:TAKERU）
- 流れに任せて【ヌード写真集】永野つかさ（2022年5月20日、プレステージ出版、撮影：C:TAKERU）

### 雑誌
- 月刊DMM 2017年10月号（ジーオーティー） - インタビュー
- 月刊DMM 2017年11月号（ジーオーティー） - インタビュー

## 出演

### 舞台
- GIGAスーパーヒロインライブvol.3（2022年12月3日、秋葉原From Scratch）- マーシャルピンク 役[11]